# Carro Armato P43
Carro armato P43, он же P30/43 и P35/43 (в версии bis) — проект среднего танка (тяжёлого по итальянской классификации), созданный в 1942 году. В металле воплощен была лишь его улучшенная версия P43 bis в единственном экземпляре .

## История
Королевство Италия вступило в войну с наспех созданными танками, которых к тому же не хватало. К 1942 году у союзников начали появляться средние танки типа М3, а также М4 «Шерман», увеличилось число «Матильд», против которых итальянская бронетехника в большинстве случаев была просто бессильна. Ещё в 1940 году концерн Fiat по национальной программе создания бронетехники занялся разработкой перспективного тяжелого танка в будущем известного как P26/40. А двумя годами позднее фирма Ansaldo (единственный тогда в Италии производитель бронетехники) начала работу над проектом своего перспективного тяжелого танка. Он получил обозначение Carro armato Pesante 43 или тяжелый танк 1943 года, года возможного принятия на вооружение. Традиционное армейское обозначение P30/43. По расчётам инженеров танк должен был весить около 30 тонн, иметь броню 80-100 мм, 75-мм орудие заимствовалось от самоходки Semovente da 75/34, на башне предполагалась командирская башенка наподобие немецких танков. Получалась довольно внушительная боевая машина, которая могла бы давать достойный отпор англо-американским танкам. По классу и вооружению P43 мог сравниться с немецкой «Пантерой». Однако, существенным недостатком проектируемой модели была подвеска с листовыми рессорами. Она позволяла снизить массу танка, но была ненадёжной, тем более для машины весом в 30 тонн.

### P43 bis

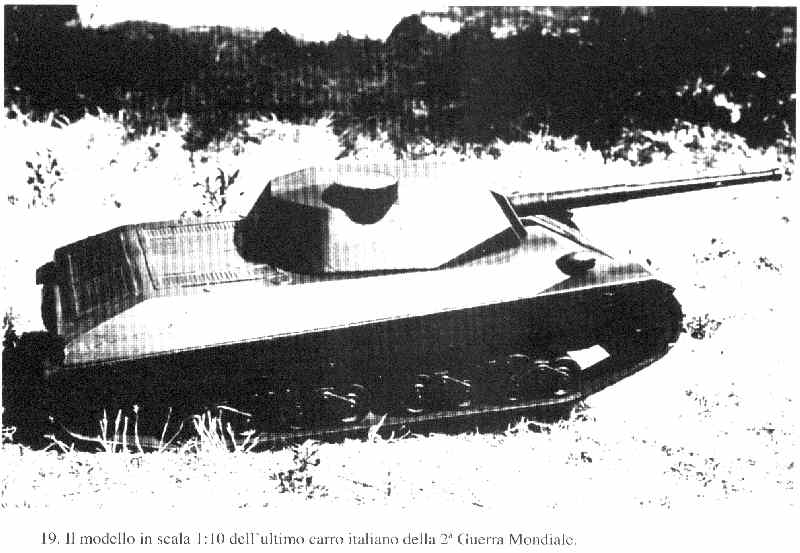
макет P43 bis

Более совершенный вариант танк P43 bis или P35/43, предполагал увеличение массы с 30 до 35 тонн, установки 90-мм орудия самоходки Semovente da 90/53 с помощью которого можно было уничтожать любой танк союзников с дистанции до 1,5 км, что ставило этот проект фактически на одну ступень с немецкими тяжёлыми танками «Тигр». Но подвеска оставалась той же.
Создание машин затягивалось. Были даже существенные проблемы с запуском в серию танка P26/40, к которому долгое время искали подходящий двигатель. В итоге в производство его запустили весной 1943 года, но на вооружение он был принят немцами уже во время немецкой оккупации Италии во второй половине 1943 года. О проектах P43 и P43 bis речи уже не шло. Италии не хватало ресурсов, а немецкая оккупационная администрация не была заинтересована в морально устаревших танках, для запуска в серийное производство которых надо было тратить большие средства. В итоге проект так и остался проектом. P43 так и остался лишь проектом, в отличии от своей старшей версии P43 bis который был создан в металле но так и не прошёл в производство.